# Francka Ličen
Francka Ličen (r. Škrbec), slovenska ljudska pesnica, * 17. avgust 1893, Branik, 6. januar, 1956, Branik.

## Življenje in delo
Rodila se je v Rihemberku (sedaj Branik) v družini kmeta Ivana Škrbca. Ljudsko šolo je obiskovala v rojstnem kraju in šestnajstletna odšla služit v Egipt, kjer je ostala deset let. Tu je zaradi velikega domotožja pričela pisati pesmi. Po vrnitvi domov se je leta 1922 poročila s kmetom Leopoldom Ličnom. Tudi doma je pisala domoljubne in ljubezenske pesmi, ki pa so ostale v rokopisu. Med narodnoosvobodilno borbo je sodelovala z Osvobodilno fronto. Fašistična oblast jo je zaradi tega poslala v internacijo, takrat je pričela pisati borbene pesmi. Sredi februarja 1944 so jo nacisti odpeljali na prisilno delo na Bavarsko, kjer je ostala do konca vojne. Po vrnitvi domov je nadaljevala s pesništvom. Nekaj njenih pesmi je bilo objavljenih (npr. Koledar Prešernove družbe 1954) in v argentinskem izseljeniškem tisku, ki ga je urejal njen brat Andrej Škrbec.